# Ленс Стрейт
Ленс Стрейт (англ. Lance A. Strate, нар. 17 вересня 1957) — американський письменник, науковець, публіцист і професор комунікацій та медіадосліджень в університеті Фордхема.

## Наукові погляди
Погляди Стрейта на політику та сучасні медіа часто цитуються у світових ЗМІ, в тому числі в The New York Times, USA Today, Fortune Magazine ABC News, Громадському радіо Південної Дакоти (NPR), The National Post (Канада), The Jerusalem Post, та Японському громадську телебаченні NHK.
Ленс Стрейт — один із засновників Асоціації медіаекології, перший президент цієї організації (з 1998 по 2009 рік), співзасновник і редактор журналу «Дослідження з медіаекології». З 1989 року працює на факультеті Фордхемського університету. Також викладав в Університеті Ферлі Дікінсона, Нью-Йоркському університеті, Університеті Вільяма Патерсона, Університеті Коннектикуту та Університеті Аделфі.
Публіцист так окреслює загальні рамки наукового напряму, який він вивчає: «Медіаекологічна перспектива ґрунтується на працях Маршала Маклюена та Гарольда Ініса, Ніла Постмена та Луїса Мемфорда, Жака Елюля, Вальтера Онга, Жака Гуді та інших. Дехто також простежує зв'язок цього напряму із загальною екологією, теорією систем, теорією катастроф і хаосу».
На думку вченого, ЗМІ не можна сприймати як інструменти, їх потрібно розглядати як середовище проживання людей (environement). Серед його наукових інтересів:
- Залежність способу комунікації та соціокультурних феноменів на кшталт релігії, націоналізму, міст. Він розвиває ідеї Маршала Маклюена, який переконливо доводив, що, наприклад, поява друкарського пресу призвела до культурних і навіть політичних трансформацій.
- Вплив новітніх технологій і цифрових медіа, включно з інтернет-комунікаціями та мобільним зв'язком.
- Мови і символьну комунікацію нерозривно з медіатехнологіями.
- Масову культуру, включно з ТБ, кіно, фантастикою, фентезі (до речі, один з предметів, який викладає Стрейт, присвячений саме науковій фантастиці).

Сьогодні вчений особливо популярний як експерт в сфері вивчення кіберпростору і соціальної взаємодії в електронному середовищі.
У 2008 році бразильський телеканал Futura записав півгодинне інтерв'ю з професором Стрейтом, у якому йде мова про феномен медіаекології. У ньому вчений дає свої оцінки сучасним тенденціям розвитку медіатехнологій.
Стрейт є автором або співавтором шести книг, включно зі збіркою поезій, та редактором чи співавтором семи інших. Його твори перекладені французькою, іспанською, італійською, португальською, угорською, івритом, мандаринською та вигаданою мовою Квенья. Статті науковця періодично з'являються на сторінках The Guardian і регулярно публікуються в єврейських виданнях Jewish Standard та The Times of Israel.

## Освіта
Ленс Стрейт здобув ступінь бакалавра в Корнелльському університеті, магістра в галузі комунікацій в Коледжі Квінс (CUNY) та доктора наук з медіаекології в Нью-Йоркському університеті.

## Публікації
- 1987, Neil Postman, Christine Nystrom, Lance Strate, and Charles Weingartner. Myths, Men, and Beer: An Analysis of Beer Commercials on Broadcast Television. Falls Church, VA: American Automobile Association Foundation for Traffic Safety.
- 2000, Robin Andersen and Lance Strate (Eds.). Critical Studies in Media Commercialism. London: Oxford University Press.
- 2003, Lance Strate, Ron Jacobson, and Stephanie Gibson (Eds.). Communication and Cyberspace: Social Interaction in an Electronic Environment (2nd ed.). Cresskill, NJ: Hampton Press, 2003.
- 2005, Lance Strate and Edward Wachtel (Eds.). The Legacy of McLuhan. Cresskill, NJ: Hampton Press
- 2006, Lance Strate. Echoes and Reflections: On Media Ecology as a Field of Study. Cresskill, NJ: Hampton Press.
- 2012, Anton Corey and Lance Strate (Eds.) Korzybski and… New York: Institute of General Semantics.
- 2014, Lance Strate and Adeena Karasick (Eds.) The Medium is the Muse: Channeling Marshall McLuhan. Seattle: NeoPoiesis Press.
- 2014, Lance Strate. Amazing Ourselves to Death: Neil Postman's Brave New World Revisited. New York: Peter Lang.
- 2015, Lance Strate. Thunder at Darwin Station (poetry). Seattle: NeoPoiesis Press.
- 2016, Octavio Islas, Fernando Gutiérrez, and Lance Strate (Eds.) La Comprensión de los Medios en la Era Digital: Un Nuevo Análisis de la Obra de Marshall McLuhan. Mexico City: Alfaomega.
- 2016, Lance Strate. 麦克卢汉与媒介生态学 [McLuhan and Media Ecology] (original collection of essays published in Mandarin, Hu Julan, trans.). Zhengzhou, China: Henan University Press.
- 2017, Robert K. Logan, Corey Anton and Lance Strate (Eds.) Taking Up McLuhan's Cause: Perspectives on Media and Formal Causality. Bristol, UK: Intellect.
- 2017 (in press), Lance Strate. Media Ecology: An Approach to Understanding the Human Condition. New York: Peter Lang.